# Trzebiatów Wąskotorowy
Trzebiatów Wąskotorowy – stacja kolejowa Gryfickiej Kolei Wąskotorowej w Trzebiatowie. W 1999 została zamknięta.
Przez stacje przechodzi linia z Popiela do Gryfic Wąskotorowych.